# 下莱茵-威斯特法伦行政圈

下莱茵-威斯特法伦行政圈位置

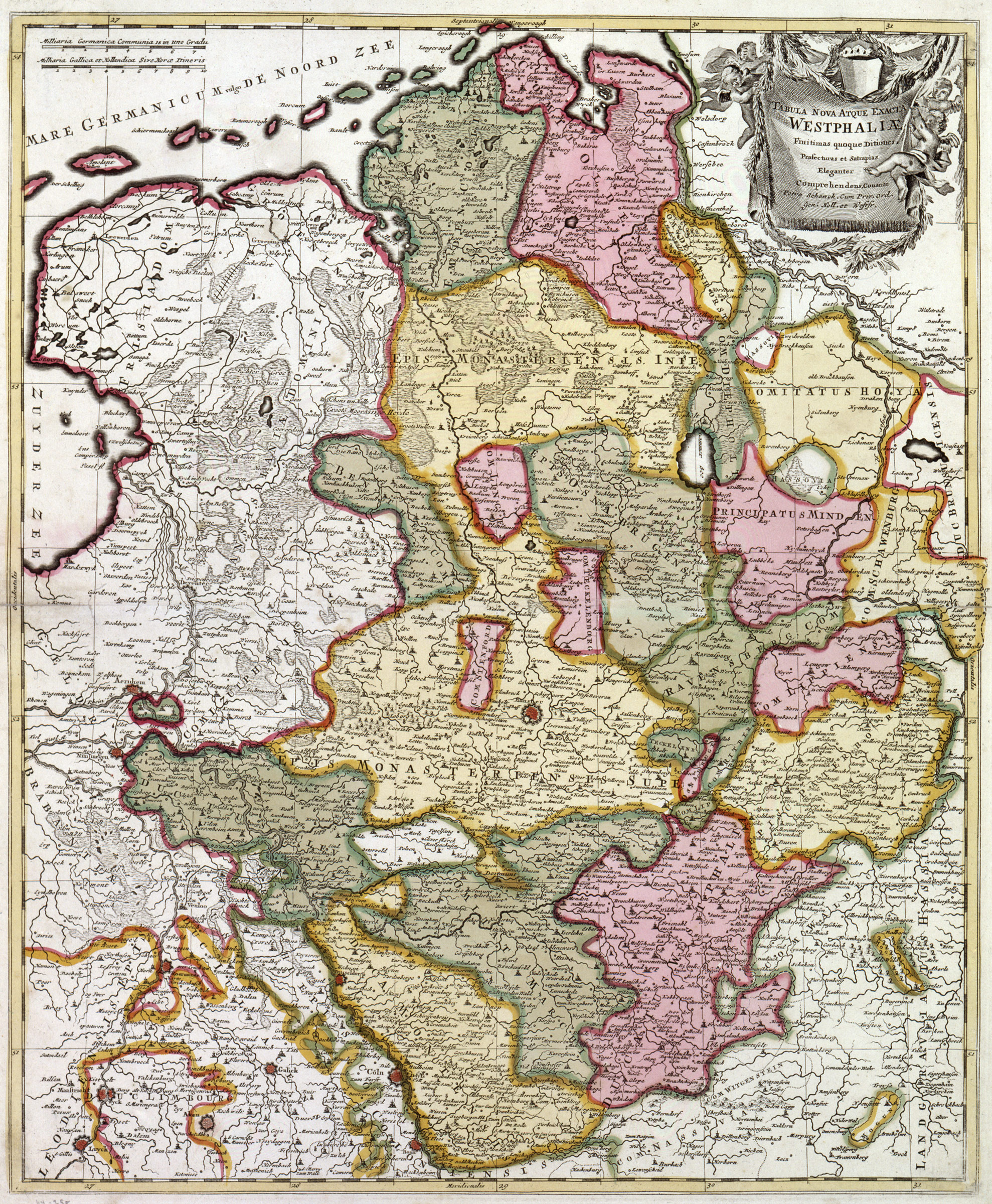
1710年的下莱茵-威斯特法伦行政圈

下莱茵-威斯特法伦行政圈（德语：Niederrheinisch-Westfälischer Reichskreis，荷兰语：Nederrijns-Westfaalse Kreits）是神圣罗马帝国的一个帝国行政圈，位于今德国西北部、荷兰南部、比利时东部。它包括前下洛林公国、弗里西亚和前萨克森公国威斯特伐利亚部分的领土。
这个行政圈由许多邦国组成，但从1521年，于利希-克莱沃-贝格联合公国开始，德拉马克伯爵逐渐兼并了大量领土。帝国行政圈最大的教会领土由明斯特亲王主教控制。